# 池田麻理子
池田 麻理子（いけだ まりこ、1982年12月24日 - ）は、日本のタレント。元『恋のから騒ぎ』第11期生メンバー。元松竹芸能所属。旧芸名はMALI（マリ）。

## 来歴

### 恋のから騒ぎ出演前
から騒ぎレギュラーの前には『ロンドンハーツ』「被害者の会」にも「魔性の女」として出演しているという過去も持つ。その頃から関西ではローカル番組へも多数登場しており、「素人有名人」として知名度を高めていた。

### 恋のから騒ぎに出演
2004年4月、恋のから騒ぎ11期生として、初出演から前列センター席をキープ。2005年3月までの1年間、同じ席のままで卒業を迎える（同期で同じく1年間レギュラー出演したのは3列目の加藤恵美（「彦六師匠」）と武原由美の3人のみ）。魔性女のキャラクターを突き通すも、本性の天然キャラクターでボロを出しては毎週、司会のさんまに突っ込まれていた。

### タレントに転身
2005年から関西を中心にタレント活動をスタート。トーク上手という特性も生かされ、芸能活動スタート直後から関西ローカルのテレビ番組や新聞・イベントなど多数のレギュラー番組を持つ。
関西ではパチンコ・スロット番組・バイク番組などのMCとしての印象が強い。スロットは初体験だったが番組のためにプライベートで猛特訓し、今では目押しも普通にこなすという。バイク番組の企画では大型バイクの免許を取得。原付にも乗ったことがない状態からのスタートで、毎週怒ったり泣く姿が視聴者の笑いを誘っていた。イメージとは違い、体当たりで何にでもチャレンジするキャラで幅広い世代・男女からの人気を集める。
2010年から名古屋に拠点を移し、大阪・名古屋を往復しながら芸能活動を続けた。
2013年、松竹芸能に所属。
2015年7月7日、結婚。
2015年10月20日、結婚式の画像と共に交際半年で結婚したことを報告。
2015年12月27日、日刊スポーツの競馬の予想コラムを約3年で卒業することを報告。
2016年7月23日、2015年の年末から妊娠していたことを報告。
8月27日、第1子の男児を出産。体重は3894gで予定から7日遅れであった。
2019年12月31日、「2020年はシングルマザーとして心機一転頑張ります」と離婚したことを報告。
2023年までに松竹芸能との契約を終了。公式プロフィールのページが削除されている。

## エピソード
正直にありのままの姿を書く、自虐的な公式ブログが彼女の人気の一つである。過去には、母は本気のパチプロ、兄は正真正銘のバカだと公言。そのため、ギャンブルのヒキが強いのは母譲りだとも語っている。バイク番組レギュラー出演時、「バイクは危ないから嫌いだ」と暴言を吐く。視聴者からも反感を買ったが、その後むりやりバイクの後ろに乗せられ、泣きわめきながらも乗車。2時間程のツーリングの後、声を震わせながら「まぁまぁやな」と発言していた。スロット番組では池谷直樹（のちに、ゆうたろうに交代）とのコンビで実戦形式での番組を毎週展開。「スロット北斗の拳」を遊戯中、進行役としてケンシロウのオーラの色を見なければいけないのに「うわ〜男性が燃えてはる〜」と天然発言。結局オーラの色はオンエアでしか確認できなかった。
から騒ぎ卒業直後、グラビアDVDをリリース。しかし当初から「グラビアはやりたくなかった」と公言。リリース記念イベントでは多数の記者に向かって「上沼恵美子さんみたいな人間になりたい」、「やしきたかじんさんの女版タレントを目指します」、「これからはオシリの時代が来る1」など意味不明な発言をし記者を困らせていた。本人曰く、目標とする芸能人は上沼恵美子である。見た目で判断されるのを嫌がり、可愛さは二の次で、あくまでお笑い目線でトークを一番に認められるようなタレントになりたいと常々語っている。

## 恋のから騒ぎ出演エピソード
第1回目の放送でゲストの研ナオコに「目が離れて顔から出ている」とジェスチャーつきで発言し、研ナオコが「私はそこまで離れてない」と激怒。そのまま説教部屋行き決定となった。その後、歯に衣着せぬ発言と天然キャラが浸透し、ほぼ毎週テーマトークを披露。これは過去異例の多さである。天性の魔性キャラでゲストを数名翻弄。本番中、岩城滉一にはデートに誘われ、新庄剛志にはコンパを要求されていたが軽く受け流していた。さんまのことは好きではないらしく、よく言い争いをしていたが、中でも「お前は俺の事、どう思ってんねん?」と聞かれ、恋愛トークの流れだったのにも関わらず「踏み台」と即答しスタッフを大絶賛させていた。同期メンバーで特に仲が良かったのは絹川麗・武久美雪（瓜生美行。番組出演時は陶芸家と紹介されていたが、2017年から東京都内で「小苦樂」という甘味処のオーナー女将として働いている）。レギュラーメンバーだったのにも関わらず控え室ではリーダー的存在ではなく、いつも寝ていて、面倒見のいい真鍋摩緒に起こされていたという。ちなみにその真鍋に、卒業記念本のインタビューで「マリちゃんは本番中に爆睡していた事がある」と暴露されている。卒業スペシャルでは後列メンバー陣に「本当はすごくいい子」と発言され、感動し号泣。本番中にコンタクトを外してさんまに怒られていた。毎週、流行のファッションで身を固め登場し、女性視聴者から人気を集めたがテレビジョン誌のインタビューで「実は、もう服がない」と発言。卒業スペシャルの直前放送では、ジャージのセットアップ（一応スカート）で登場し、共演メンバーに本気で笑われたという。

## 人物

### 家族
母と8歳年上の兄がいる。生まれてすぐ両親が離婚。
父親と初めて会ったのは20歳の頃。感動の再会かと思われたが、すでに父親には新しい家庭があり何の感情も芽生えなかった、と自身が公式ブログで綴っている。育ての親は母親の父（彼女にとっては祖父）で、2010年5月1日に死去。すごく可愛がってもらったのに何の恩返しもできなかったとブログで綴られている。
母はコーヒー専門のカフェのオーナーをしており、兄はそのカフェで働いている。

## 過去の出演

### テレビ
- ロンドンハーツ（EX）「被害者の会」コーナー
- 恋のから騒ぎ（日本テレビ、2004年4月 - 2005年3月）11期生
- Like a wind（サンテレビ）共演：土建家よしゆき
- 極スロ魂（サンテレビ）共演：池谷直樹・ゆうたろう
- ベリータ（毎日放送）
- 発見!仰天!!プレミアもん!!! 土曜はダメよ!（讀賣テレビ放送）ダメットさん
- 2時ドキッ!（関西テレビ放送）

### ラジオ
- ZIP-FM「RADIO KICK」内　毎週月曜
- 競馬ノススメ（ラジオ関西）不定期（主にGI開催週）
- トンボリステーション生放送パブリックビューアー　毎週土曜日VJ
- パチンコ名曲アルバム（CBCラジオ、2010年12月4日）

### 雑誌・新聞
- 日刊スポーツ「ニッパチ」イメージキャラクター
- 日刊スポーツ「$箱キングダム」
- 日刊スポーツ　競馬の連載コラム「池田麻理子のマリチェック」（2012年 - 2015年12月）
- FLASHグラビア
- パチンコ攻略本　DVD内メインMC
- その他ファッション誌　広告モデル

### グラビア
- DVD「惚れたらあかんで」
- DVD「悪女の誘惑」

### 書籍
- 「恋のから騒ぎ 卒業メモリアル '04‐'05 11期生」（2005年3月1日、日本テレビ放送網）ISBN 978-4820399353

### CM
- 京橋グランシャトー
- 大阪府警察
- スリムドカン

### イベント
- 水都大阪2009 水上結婚式MC
- その他トークショー・イベント総合MCなど

### その他
- 社会人野球チームnagoya23マスコットガール